# Bolboceras niloticus
Bolboceras niloticus är en skalbaggsart som beskrevs av Antoine Boucomont 1928. Bolboceras niloticus ingår i släktet Bolboceras och familjen Bolboceratidae. Inga underarter finns listade.